# NGC 7681
NGC 7681 في الفهرس العام الجديد، هي مجرة، تقع في كوكبة الفرس الأعظم. اكتشفت في 11 أكتوبر 1784 بواسطة ويليام هيرشل.

## روابط خارجية
- NGC 7681 على موقع ويكي سكاي: DSS2, SDSS, GALEX, IRAS, Hydrogen α, X-Ray, Astrophoto, Sky Map, Articles and images